# Уошингтън (окръг)
Окръг Уошингтън (на английски: Washington County) е окръг в щата Юта, Съединени американски щати. Площта му е 6293 km², а населението – 160 245 души (2016). Административен център е град Сейнт Джордж.

## Градове
- Айвинс
- Хилдейл
- Хърикейн